# Encarsia gautieri
Encarsia gautieri är en stekelart som först beskrevs av Mercet 1928.  Encarsia gautieri ingår i släktet Encarsia och familjen växtlussteklar. Inga underarter finns listade i Catalogue of Life.